# 弗朗切斯科·皮薩諾
弗朗切斯科·皮薩諾（Francesco Pisano，1986年4月29日—）是一位意大利足球運動員。皮薩諾在場上可擔當左後衛的位置。現效力於意甲球隊卡利亞里的球員。皮薩諾有著良好的速度和突破能力。在2006-07賽季，皮薩諾被卡利亞里的球迷評為賽季表現第二佳的球員。